# Pulpito
Il pulpito (dal latino pulpitum che significa impalcatura, piattaforma) indica una piattaforma rialzata usata per scopi civili e religiosi.

## Nell'antica Roma
Nell'antica Roma il pulpito indicava il luogo elevato dal quale il magistrato romano amministrava la giustizia, un palco dal quale parlavano gli oratori e, come faceva Vitruvio, il palcoscenico su cui recitavano gli attori.

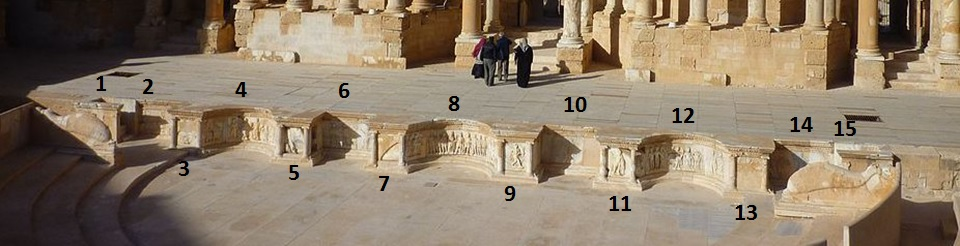
Il pulpitum del teatro di Sabratha e i suoi bassorilievi

## Uso cristiano

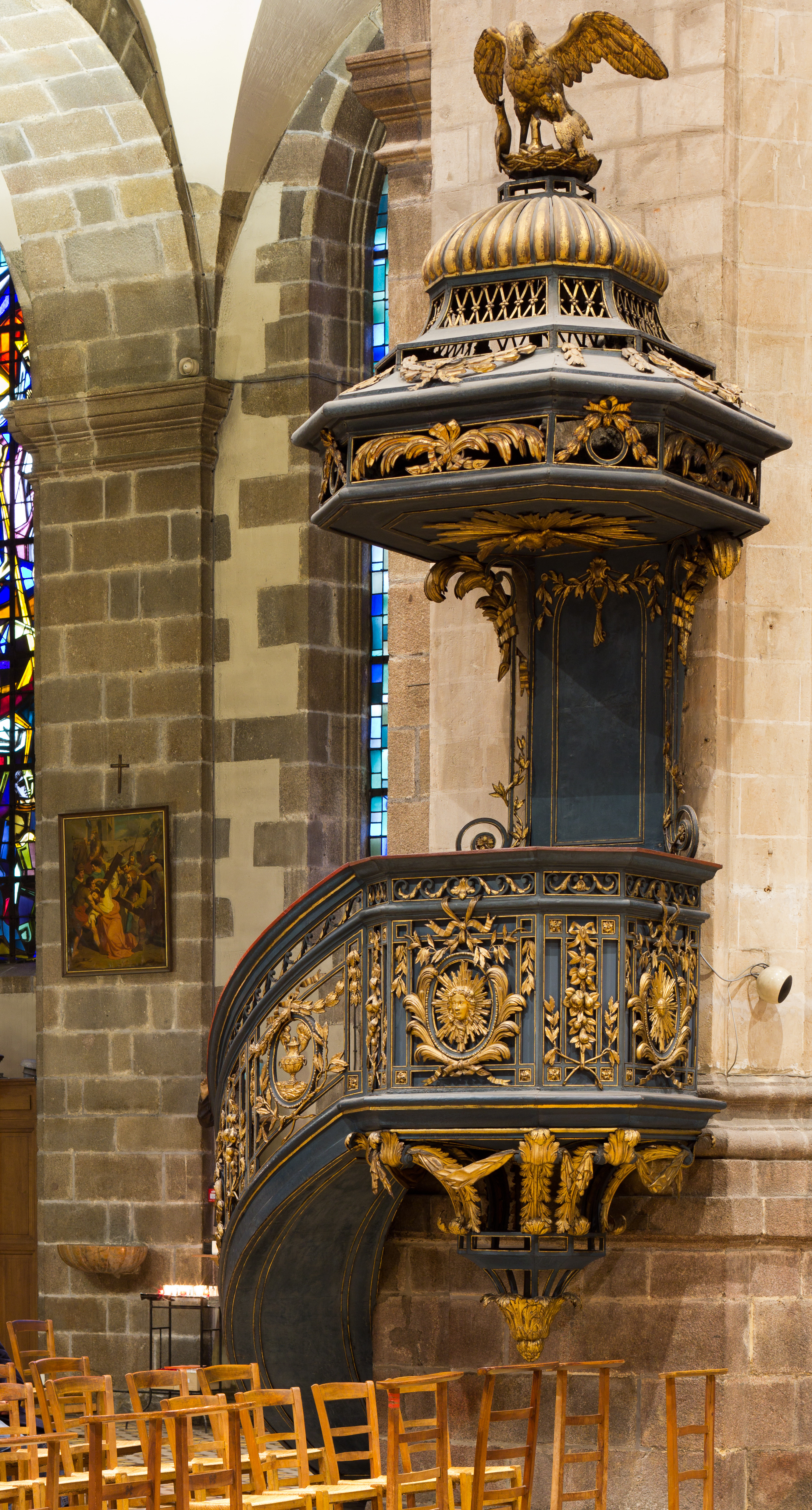
Pulpito in ferro battuto, con relativo paracielo, attaccato a un pilastro, nella Basilica di San Salvatore a Rennes.

Con l'avvento del cristianesimo e la trasformazione della società, in epoca medievale si identifica il pulpito con il palco da cui parla il predicatore. Successivamente divenne un elemento obbligatorio per le chiese romaniche.
Attualmente tale struttura è raramente utilizzata, anche grazie ai moderni sistemi di amplificazione che consentono al sacerdote di essere udito chiaramente anche dall'altare.
Il pulpito può essere in legno, marmo o anche ferro battuto ed è collocato nella navata centrale della chiesa, normalmente accanto all'altare maggiore. 
Può essere costituito da una struttura ornamentale poggiata al pavimento, sulla cui sommità si pone il predicatore, o rialzato, addossato a un pilastro o parete della chiesa, con una scala di accesso, una piattaforma circolare o quadra (o poligonale) contornata da un parapetto e destinata ad ospitare il predicatore, una copertura (paracielo) di forma rotonda o quadra, in armonia con quella della piattaforma, che ha la funzione d'impedire la dispersione della voce dell'oratore verso l'alto, riflettendola verso il basso.
Nelle chiese cristiane, il pulpito si differenzia dall'ambone o pergamo: quest'ultimo è esclusivamente dedicato alla proclamazione delle letture bibliche e, di regola, non alla predicazione.
In Italia, famosi per il loro corredo di sculture sono: il pulpito del duomo di Modena (facente parte di un pontile-tramezzo); il pulpito di Sant'Andrea a Pistoia; il pulpito del battistero di Pisa; il pulpito del duomo di Pisa; il pulpito del duomo di Siena; il pergamo di Guglielmo nel duomo di Cagliari.

## Esempi

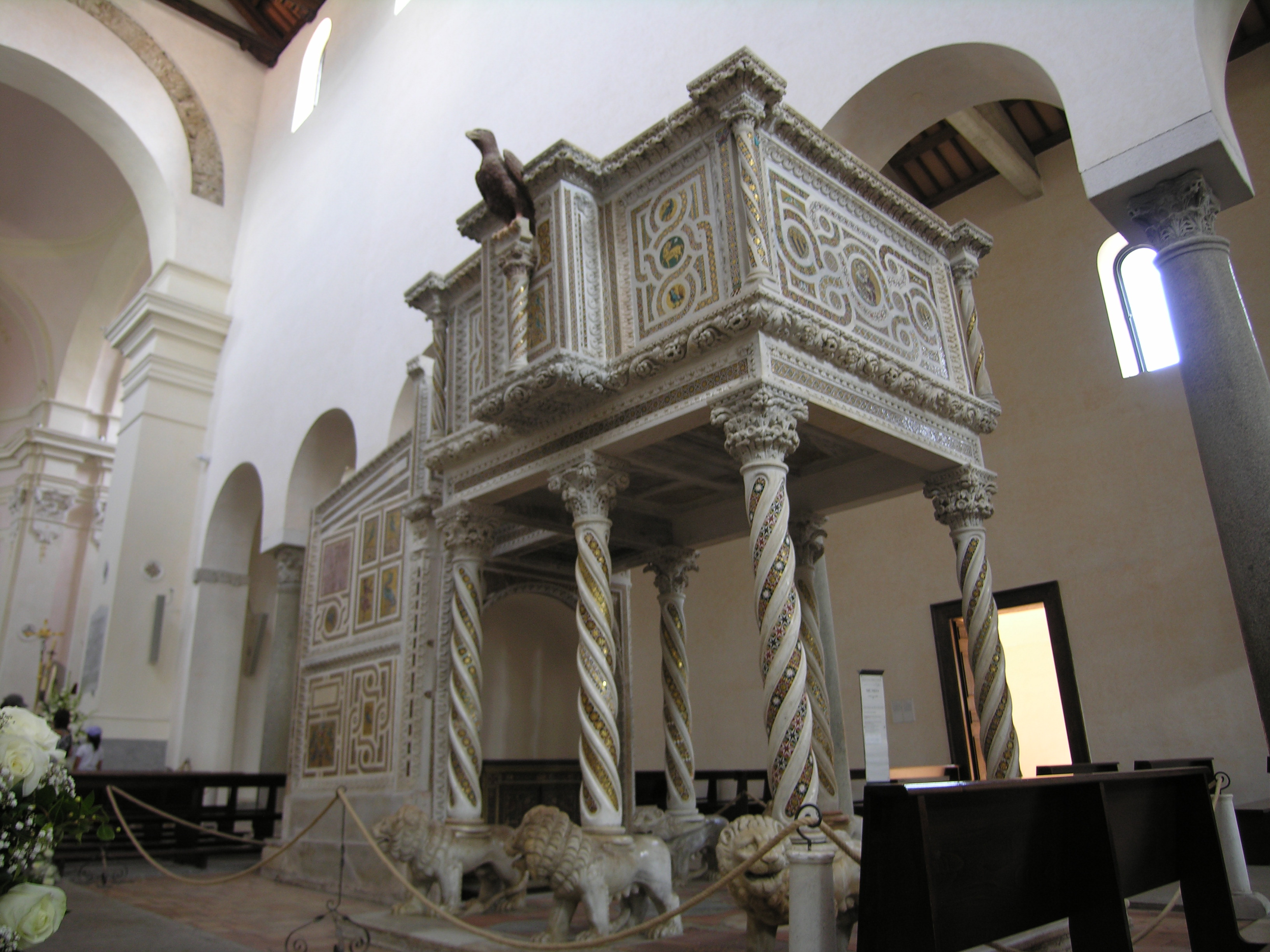
Duomo di Ravello
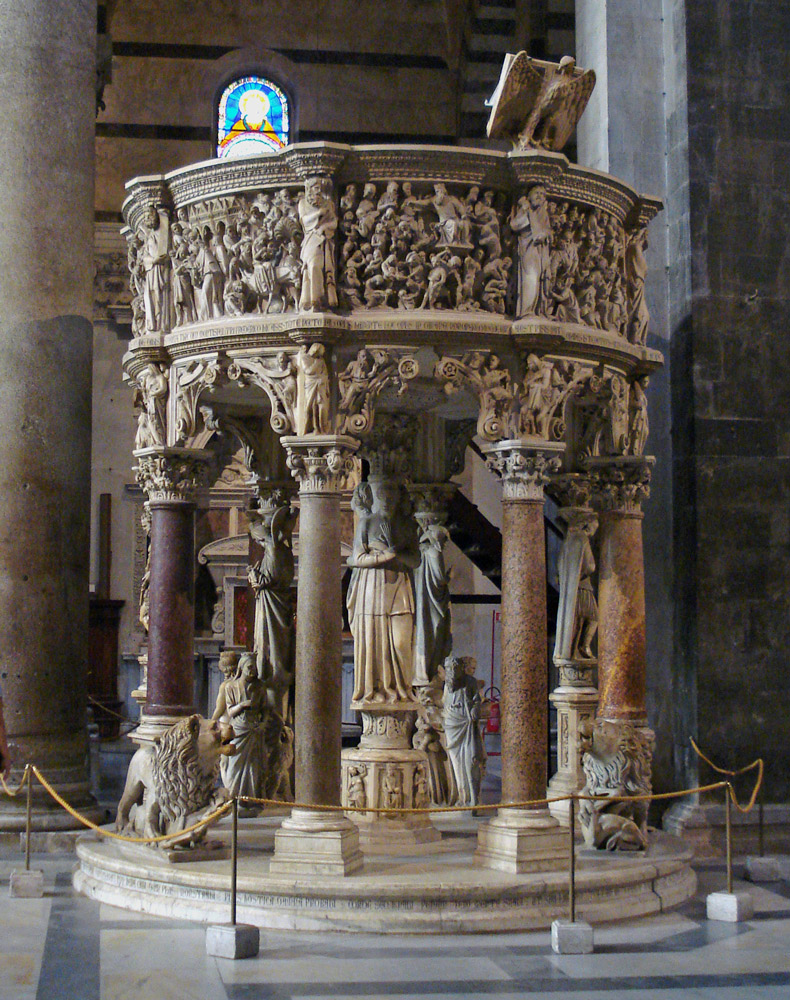
Il pulpito trecentesco di Giovanni Pisano nel duomo di Pisa
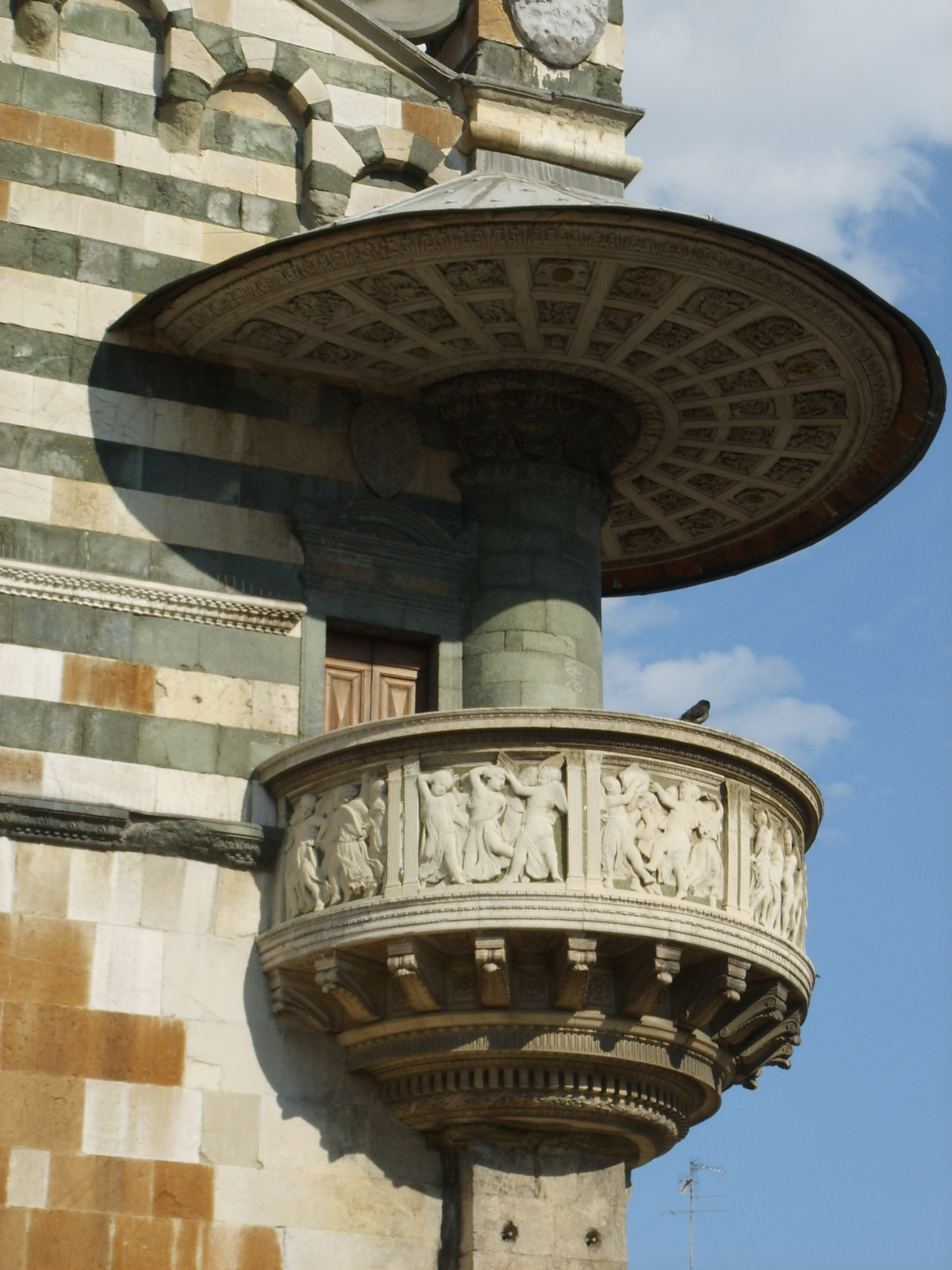
Il pulpito esterno del duomo di Prato di Donatello
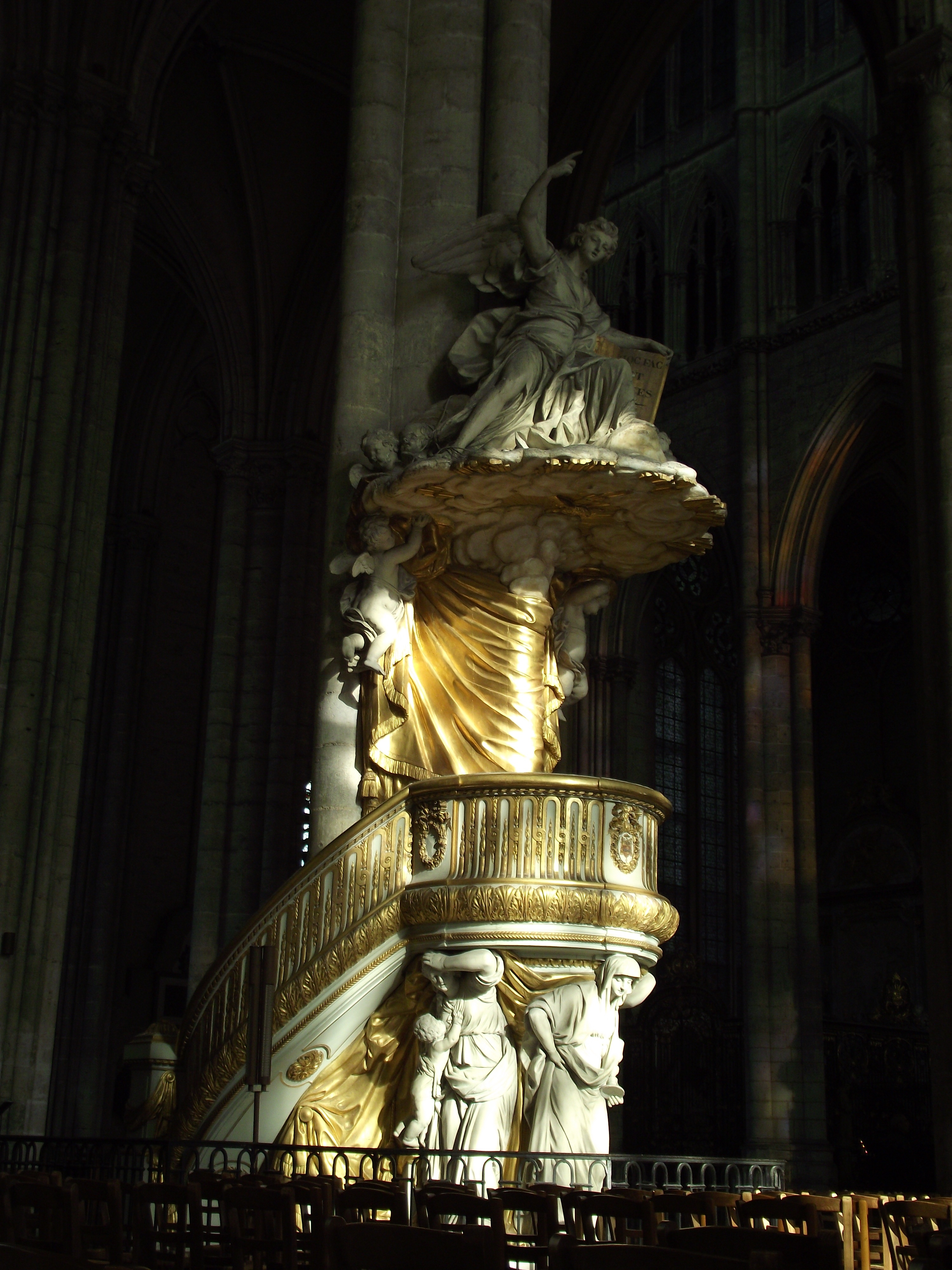
Pulpito barocco della cattedrale di Notre-Dame ad Amiens
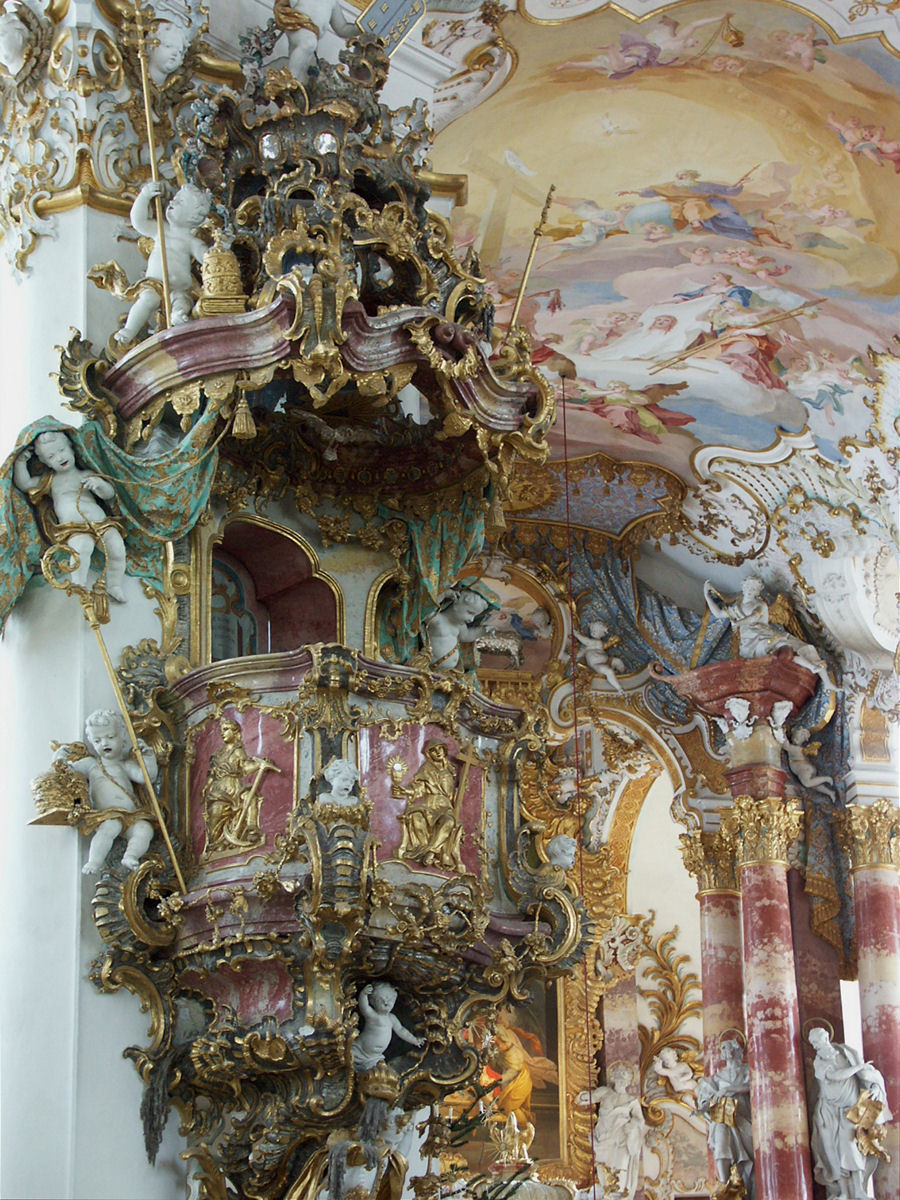
Il pulpito rococò di Zimmermann nella Wieskirche in Baviera